# Primo dialogo de Ruzante
Il Primo Dialogo de Ruzante (indicato anche come Parlamento)  è una commedia in un atto di Angelo Beolco detto il Ruzante.
Composto probabilmente intorno al 1528-1529, costituisce, con il Secondo Dialogo de Ruzante (Bilora) e la Moscheta il punto più alto della produzione ruzantiana.

## Trama
Ruzante torna, frastornato e sconfitto, forse fuggitivo, dal campo di battaglia. Si reca nel paese dove si sono rifugiati sua moglie, Gnua, ed il compare Menato, a sua volta amante della donna. Incontratolo, gli racconta gli accadimenti del campo. Segue l'incontro con Gnua, che nel frattempo si è data alla prostituzione ed ora è sotto la protezione di un bravaccio. Ruzante tenta di convincerla a tornare con lui, ma lei rifiuta. Quando il contadino fa per trascinarla via con la forza, entra il protettore, che lo picchia selvaggiamente, lasciandolo a terra quasi morto. Rientra Menato, che ha assistito all'intera scena. Ruzante, per difendere la propria ignavia, dapprima finge di essere stato battuto da una folla, poi di essere stato vittima di un incantesimo, per cui, sebbene aggredito da uno solo, ne vedeva centinaia. Infine scoppia a ridere, ed i due escono insieme. La risata finale è stata variamente interpretata, sia come un inizio di dolorosa e problematica follia, sia come la derisione del dolore di una classe politica, il contado, che è stata troppo a lungo la vittima delle vicissitudini storiche.

## Critica
La commedia costituisce uno straordinario gioco attoriale ed un momento di altissima rappresentazione realistica che continua ed approfondisce i temi più cari all'autore. La rievocazione del campo di battaglia, degli orrori della guerra, degli espedienti usati per scampare alla morte ed infine la saggezza amara del protagonista, rappresentano uno dei momenti più alti del teatro italiano. Sullo sfondo le vicende della battaglia di Agnadello alla Ghiaradadda (1509), che costituirono la più grave disfatta subita da Venezia, aggredita da tutte le potenze occidentali dopo la Lega di Cambrai,  promossa da Giulio II nel 1508 allo scopo di tornare in possesso delle città romagnole sottratte allo Stato Pontificio dalla Serenissima verso la metà del secolo precedente. Nella guerra che seguì Venezia fu difesa proprio dai contadini del pavano, mentre i nobili di quelle terre si schierarono con la Lega, sperando di riacquistare i privilegi nobiliari persi col passaggio sotto il dominio del Doge. Di questo fatto, unico nella nostra storia, troviamo chiara traccia in Machiavelli. 
L'orrore per la guerra si accompagna all'estraneità per i fatti politici, alla disperata lotta per la sopravvivenza. Ruzante inizialmente fa lo spaccone con il Compare, per poi crollare proprio alla rievocazione delle vicende belliche, note al Beolco che doveva esserne stato testimone oculare. In questa commedia, dove Menato è una vera e propria spalla, giganteggiano le figure del contadino e della moglie. Gnua è una donna pratica, che ha abbandonato ogni residuo di pietà per risolvere il problema della fame. I due personaggi sono rappresentati senza alcun populismo o pietismo nella loro interezza umana, a simbolo di una realtà che non è certamente rispondente alla rappresentazione che se ne faceva nelle opere contemporanee, per cui i contadini erano sempre gli sciocchi destinati a subire la beffa finale. E non c'è neanche un giudizio morale: questa è la verità, semplicemente, piaccia o no.
Gnua per prima coglie il senso del mutamento dei tempi, che invece è dolorosissimo per Ruzante. La fine dell'epoca dell'ingenuità, l'urbanizzazione del contado, i ritmi di vita mutati nell'avvento della classe mercantile, sono i motivi più profondi, che trovano qui una mirabile sintesi in uno stile asciutto e di grande impatto emotivo, esasperato al meglio dalle potenzialità della parlata in vernacolo.

## Edizioni
- Ruzante, I dialoghi del Ruzante [Parlamento e Bilora], trad. in italiano moderno da Aldo Busi, Milano, Oscar Mondadori, 2007.